# Kanton Bourg-en-Bresse-Sud
Bourg-en-Bresse-Sud is een voormalig kanton kanton van het Franse departement Ain. Het kanton omvatte slechts een deel van de gemeente Bourg-en-Bresse en maakte deel uit van het arrondissement Bourg-en-Bresse. In maart 2015 werden de drie kantons van Bourg-en-Bresse opgeheven en werd de gemeente opnieuw verdeeld over twee nieuwe kantons: Kanton Bourg-en-Bresse-1 en -2